# ارزنه (تايباد)
ارزنه هي إحدى القرى التابعة لـ ريف باخرز في قسم باخرز من مقاطعة تايباد، في محافظة خراسان رضوي الإيرانية.

## السكان
- حسب إحصاءات سنة 2006، بلغ إجمالي السكان في ارزنه 3574 نسمة وعدد المساكن 815 مسكن.[1]

## وصلات خارجية
- إدارة مقاطعة تايباد
- بلدية تايباد
- دارة تعليم تايباد